# زبير علي زئي
أبو الطاهر زبير علي زئي (1957م - 2013م) محدث باكستاني من المعاصرين، وكان من العلماء المجتهدين في علوم الحديث.

## اسمه ونسبه
هو محمد زبير بن مجدد خان بن دوست محمد بن جهانغير خان بن أمير خان بن شهباز خان بن كرام خان بن غل محمد خان بن بير محمد خان بن آزاد خان بن عبد الله داد خان بن عمر خان بن خواجه محمد خان بن ضحي بن أخغر بن هنغش بن بير داد خان، يتصل نسبه الي قبيلة تسمي «علي زئي» من جنسية البشتون.

## مولده ونشأته
ولد الشيخ في سنة 1957م بتاريخ 25 يونيو في «أتك»، محافظة من منطقة حضرو التابعة لإقليم سرحد (خيبر بختونخوا) بباكستان، وكان من بيت علم ودين، وجده الأول بير داد خان قدم مهاجرا إلي باكستان من «غزني»، إقليم من أقاليم أفغانستان الشمالي، ووالده المحترم حاجي مجدد خان (ولادة 1926م) هو مشهور لانشغاله في الأعمال الدينية والسياسية والاجتماعية في مستوي المحلية والقومية في باكستان، وكان عضوا لمجلس الشورى لجماعة إسلاميي باكستان وقد اعتقل مرتين بتهمة المشاركة في تحريك ختم النبوة والتفعيلات ضد حكومة «ذو الفقار علي بهوتو».

## طلبه للعلم
درس الشيخ الليسانس وما قبله في مراكز العلوم العامة، ثم انتمي إلى العلوم الدينية عندما كان عمره 23 وحصل الماجستير من كلية الدراسات الإسلامية من جامعة بنجاب في لاهور سنة 1983، ثم التحق بالجامعة المحمدية بججرانوالا في سنة 1990م وتخرج منها، ثم حصل شهادة وفاق المدارس السلفية بفيصلاباد أيضا وجعل تخصصه في علم الحديث ولازم العلامة المحدث بديع الدينالسندي سنوات، وبعد ذلك حصل الماجستير في اللغة العربية من جامعة بنجاب سنة 1994م وكان الشيخ يتكلم اللغة البشتوية والأردية والعربية والإنكليزية واليونانية (التي تعلمها عندما كان يعمل في سفينة تجارية يونانية) وكان يفهم لا بأس به من اللغة الفارسية أيضا.
درس صحيح البخاري في سن الخامس عشر.

## أساتذته وتلامذته
1. الشيخ أبو الفضل فيض الرحمن الثوري (ت1996م)
2. الشيخ أبو محمد بديع الدين شاه راشدي السندي (ت1996م)
3. الشيخ أبو القاسم محب الله شاه راشدي السندي (ت1995م)
4. الشيخ عطاء الله حنيف بهوجياني (ت1987م)
5. الشيخ عبد المنان النوربوري
6. الشيخ حافظ عبد السلام بن محمد بهوتوي
7. الشيخ حافظ عبد الحميد أزهر
8. الشيخ الله دتا سوهدروي
9. الشيخ عبد الغفار حسن (ت 2007م)
10.الشيخ محمد أيوب شينكوي
11.الشيخ أبو عائشة صابر بن أشرف نافارساوي
وكان له طلاب كثيرة يدرسهم في مكتبته في حضرو، ومن أبرز طلبته الشيخ نديم ظهير وكان يكتب في مجلة الشيخ «الحديث» وكان ملازما للشيخ مدة طويلة، ومنهم شير محمد وصديق رضا، غلام مصطفي ظهير آمن بوري وغيرهم.

## حياته العملية
درّس لمدة قصيرة في سارغودا ثم رجع إلى أرض ولادته وأقام فيها مكتبة سماها مكتبة الزبيري. أمضى بعض السنوات في المملكة العربية السعودية كمحقق ومرتب لكتب السنة التي أصدرتها مطبعة دار السلام.
نشغل بنشر دعوة التوحيد والسنة في مدينته وضواحيها وفي مختلف مدن باكستان، وكان يلقى الدروس ويشارك في المناظرات العلمية.

## وفاته
توفي في 10 نوفمبر سنة 2013م بالسكتة الدماغية وقضى مدة شهر في المستشفي تحت المعالجة في إسلام آباد، ودفن في حضرو.

## مؤلفاته
ألف زبير على زئي أكثر من 50 كتابا ما بين التحقيق والتأليف:

### كتبه في العربية
1. أضواء المصابيح في تحقيق مشكوة المصابيح (مخطوط)
2. الأسانيد الصحيحة في أخبار ابى حنيفة (مخطوط)
3. أنوار السبيل في ميزان الجرح والتعديل (مخطوط)
4. أنوار السنن في تخريج وتحقيق آثار السنن (مخطوط)
5. أنوار الصحيفة في الأحاديث الضعيفة (مطبوع)
6. تحفة الاقوياء في تحقيق كتاب الضعفاء للبخارى (مطبوع)
7. تحقيق مسائل محمد بن عثمان بن أبي شيبة (تحت الطبع)
8. تحقيق وتخريخ أحاديث اثبات عذاب القبر للبيهقى (مخطوط)
9. تحقيق وتخريج جزء على بن محمد الحميري (مطبوع)
10. تحقيق وتخريج سنن الترمذي (مطبوع)
11. تحقيق وتخريج كتاب الاربعين لابن تيمية (مخطوط)
12. تحقيق وتخريج مسند الحميدى (تحت الطبع)
13. تحقيق وتخريج موطا امام مالك رواية يحيي بن يحيي (مخطوط)
14. تحقيق الانوار من شمائل النبي المختار (مخطوط)
15. تخريج النهاية في الفتن والملاحم (مخطوط)
16. تخريج كتاب الجهاد لابن تيمية (مخطوط)
17. تخريج شعار أهل الحديث لابي أحمد الحاكم (مخطوط)
18. تسهيل الحاجة في تحقيق وتخريج سنن ابن ماجه (مطبوع)
19. تحقيق وتخريج التقبيل والمعانقة لابن الاعرابى (مخطوط)
20. تلخيص الكامل لابن عدى (مخطوط)
21. تلخيص تاريخ بغداد للخطيب (مخطوط)
22. تلخيص الجرح والتعديل لابن أبي حاتم (مخطوط)
23. تلخيص الثقات لابن حبان (مخطوط)
24. تلخيص كتاب المجروحين لابن حبان (مخطوط)
25. العقد التمام في تحقيق السيرة لابن هشام (مخطوط)
26. عمدة المساعى في تحقيق وتخريج سنن النسائي (مطبوع)
27. الفتح المبين في تحقيق طبقات المدلسين (مطبوع)
28. كلام الدارقطني في سننه في أسماء الرجال (مخطوط)
29. نيل المقصود في تحقيق وتخريج سنن ابى داود (مخطوط)
30. صحيح التفاسير (غير كامل)
31. تحقيق وتخريج بلوغ المرام
32. كتاب الثقات والضعفاء والمتروكين من المعاصرين وغيرها (تحت التكميل)
33. التأسيس في مسئلة التدليس (كتاب في أصول الحديث) (مطبوع)

### كتبه فياللغة الأردية
1. اختصار علوم الحديث للإمام ابن كثير (ترجمة الي الأردية)
2. ترجمة وتحقيق وحواشي لموطأ إمام مالك (رواية ابن القاسم)
3. نور العينين في إثبات رفع اليدين (مطبوع، هذا من أفضل كتب الشيخ تحول بسببه كثير من الناس الي مسلك السلفية أهل الحديث)
4. القول الصحيح فيما تواتر في نزول المسيح (مطبوع)
5. تخريج نماز نبوي (مطبوع)
6. تسهيل الأصول في تخريج أحاديث صلاة الرسول (مطبوع)
7. نور القمرين (مطبوع، هذا الكتاب جواب لكتاب عالم ديوبندي «حديث أور أهل حديث»)
8. الكواكب الدرية في وجوب الفاتحة خلف الإمام في الجهرية (مطبوع)
9. جنة كا راسته (الطريق إلي الجنة) (مطبوع)
10. هدية المسلمين (مطبوع، هذا الكتاب منتخب لأربعين حديث)
11. تعداد الركعات: قيام رمضان كا تنقيحي جائزة (بيان وتحقيق لعدد ركعات قيام رمضان) (مطبوع)
12. نور المصباح (مطبوع، هذا أيضا في مسئلة التراويح)
13. تخريج أحاديث رياض الصالحين (مطبوع)
14. تخريج قتاوي إسلامية (1_4 أجزاء) (مطبوع)
15. تخريج أحاديث «الرسول كا نك راه» (مطبوع)
16. البوارق المرسلة علي ظلمات التبصرة (مطبوع)
17. ماستر أمين أوكاروي كا تعاقب (تعاقب إدعاء أمين أوكاروي) (مطبوع) فقد أرسل الشيخ هذا الكتاب الي أمين أوكاروي في حياته ولكن لم يرد عليه
18. أكاذيب آل ديوبند (مطبوع)
19. القول المتين في الجهر بالأمين (مطبوع)
20. نصر المعبود في الرد علي سلطان محمود (مطبوع) وفي هذا الكتاب رد الشيخ علي سلطان محمود، رجل بريلوي المسلك في حضرو.
21. السنن والمبتدعات (كتاب عربي للشيخ عمر بن عبد الله بن عبد المنعم ترجمه الشيخ زبير الي الأردية. (مطبوع)
22. تلخيص الأحاديث المتواترة مع الشرح (مخطوط)
23. عصر حاضر كي جاند كذابين كا تذكرة (ذكر بعض الكذابين في العصر الحديث) (مخطوط)
24. ترجمة الأنوار في شمائل النبي المختار للبغوي (من العربية) (مخطوط)
25. ترجمة جزء رفع شعر أصحاب الحديث للإمام الحاكم (من العربية) (مخطوط)
26. توضيح الأحكام (يحتوي على فتاوي مختلفة) (مطبوع)
27. ترجمة وتعليق علي جزء القرائة للإمام البخاري (مطبوع)
28. ترجمة وتعليق علي جزء رفع اليدين للإمام البخاري (مطبوع)
29. ترجمة وتخريج وتعليق وفوائد علي المؤطأ للإمام مالك (مطبوع)
30. ترجمة وتخريج وتعليق وفوائد علي الشمائل للترمذي (مطبوع)
31. سي اختلافي مسائل (المسائل الاختلافية الستة) (مخطوط)
32. إثبات التعديل (مخطوط)
33. ترجمة وتحقيق وحواشي علي «حاجي كي شب وروز (من الصبح الي الشام للحاج)» لخالد بن عبد الله الناصر (مطبوع)
34. أضواء المصابيح في نحقيق مشكاة المصابيح (مطبوع)
35. ترجمة وتحقيق شرح «حديث جبريل» للشيخ عبد المحسن العباد (مطبوع)
36. دين مين تقليد كا مسئله (مسئلة التقليد في الدين) (مطبوع)
37. توفيق الباري في تتبيع القرآن وصحبح البخاري (مطبوع)
38. أنوار الطريق في رد ظلمات فيصل الحليق (مطبوع) (هذا الكتاب رد علي جواب العالم البرلوي فيصل علي كتاب «نور العينين» للشيخ الذي كتبه ردا عليه، ثم جاء الشيخ فلم يرد عليه بعد.
39. فضائل درود (فضائل الصلاة والسلام علي النبي صلي الله عليه وسلم) (مطبوع)
40. الصلاة خلف الرجل من غلاة المبتدعين (مطبوع)
41. سيف الجبار في جواب الظهور ونصار (مطبوع)
42. آل ديوبند سي 210 سؤالات (210 أسئلة الي الديوبنديين) (مطبوع)
43. القرآن كلام الخالق ليس مخلوق (مطبوع)

### كتبه في مصطلح الحديث
لم يكتب كتابا خاصا في هذه المادة، ولكن ترجم كتابا للأمام ابن كثير في علم مصطلح الحديث المسمي باختصار علوم الحديث مع ذكر التحقيق والحواشي المحتاجة له.

### كتبه في علم الرجال
1. كتاب الثقات والضعفاء والمتروكين من المعاصرين وغيرها (تحت التكميل)
2. كلام الدارقطني في سننه في أسماء الرجال (مخطوط)
3. تلخيص الكامل لابن عدى (مخطوط)
4. تلخيص تاريخ بغداد للخطيب (مخطوط)

### كتبه في الجرح والتعديل
1. تلخيص الجرح والتعديل لابن أبي حاتم (مخطوط)
2. تلخيص الثقات لابن حبان (مخطوط)
3. تلخيص كتاب المجروحين لابن حبان (مخطوط)
4. أنوار السبيل في ميزان الجرح والتعديل (مخطوط)
5. الفتح المبين في تحقيق طبقات المدلسين (مطبوع)
6. التأسيس في مسئلة التدليس (مطبوع)

### كتبه في تخريج الحديث
1. تحقيق وتخريج بلوغ المرام (مخطوط)
2. العقد التمام في تحقيق السيرة لابن هشام (مخطوط)
3. أنوار السنن في تخريج وتحقيق آثار السنن (مخطوط)
4. تحقيق وتخريخ أحاديث اثبات عذاب القبر للبيهقى (مخطوط)
5. تحقيق مسائل محمد بن عثمان بن أبي شيبة (تحت الطبع)
6. تحقيق وتخريج كتاب الاربعين لابن تيمية (مخطوط)
7. تحقيق وتخريج مسند الحميدي (تحت الطبع)
8. تحقيق وتخريج موطا امام مالك رواية يحيي بن يحيي (مخطوط)
9. تحقيق الانوار من شمائل النبي المختار (مخطوط)
10. تخريج النهاية في الفتن والملاحم (مخطوط)
11. تخريج كتاب الجهاد لابن تيمية (مخطوط)
12. تخريج شعار أهل الحديث لابي أحمد الحاكم (مخطوط)
13. تحقيق وتخريج التقبيل والمعانقة لابن الاعرابى (مخطوط)
14. الأسانيد الصحيحة في أخبار ابى حنيفة (مخطوط)
15. أضواء المصابيح في تحقيق مشكوة المصابيح (تحت التكميل)
16. أنوار الصحيفة في الأحاديث الضعيفة (مطبوع)
17.تحفة الأقوياء في تحقيق كتاب الضعفاء للبخارى (مطبوع)
18. تحقيق وتخريج موطأ إمام مالك رواية ابن القاسم (مطبوع)
19. تحقيق وتخريج جزء على بن محمد الحميري (مطبوع)
20. تحقيق وتخريج سنن الترمذي (مطبوع)
21. تسهيل الحاجة في تحقيق وتخريج سنن ابن ماجه (مطبوع)
22. عمدة المساعى في تحقيق وتخريج سنن النسائي (مطبوع)
23. نيل المقصود في تحقيق وتخريج سنن ابى داود (مطبوع)